# 伊逊河
伊逊河，位于中华人民共和国河北省北部，是滦河左岸支流。
河名“伊逊”为蒙古语，意为“九”:90。发源于围场满族蒙古族自治县哈里哈乡西北老岭山东麓翠花宫，蜿蜒向南流经围场县中南部、隆化县中部、滦平县东部等地区，最后于承德市双滦区滦河镇汇入滦河。河长214千米，流域面积6689.3平方千米，年均径流量4686万立方米。上游干流建有大型的庙宫水库。